# 남원 신계리 마애여래좌상
남원 신계리 마애여래좌상(南原 新溪里 磨崖如來坐像)은 대한민국 전북특별자치도 남원시 대산면 신계리에 있는 고려시대의 마애불이다. 1965년 7월 16일 대한민국의 보물 제423호로 지정되었다.

## 개요
거대한 바위를 몸체 뒤의 광배(光背)로 삼고 자연 암반을 대좌(臺座)로 삼은 마애불인데, 매우 도드라지게 조각하여 부피감이 풍부하다. 3m가 넘는 이 불상은 현재 상태가 비교적 양호한 편이며, 도선국사가 하룻밤 사이에 만들었다는 전설이 전해지기도 한다.
민머리 위에 있는 상투 모양의 머리(육계)가 유난히 큼직하고 두 귀는 짧고 둥글다. 원만한 얼굴과 거기에 알맞게 묘사된 눈·코·입은 생기가 있으며 근엄한 편이다. 어깨가 넓고 가슴이 발달되어 있는데, 지나치게 볼록하여 다소 어색한 감은 들지만 팔과 다리에 입체감이 살아있어 생동감이 있다. 옷은 오른쪽 어깨를 드러내고 왼쪽 어깨에만 걸쳐 있으며, 옷주름은 평행의 선으로 간략하게 나타냈다. 두 손은 배에 놓고 있는데 왼손은 손바닥이 위로 향하였고 오른손은 손등을 보이면서 검지 손가락과 새끼 손가락을 펴고 있다. 구슬처럼 둥글게 표현한 머리광배에는 연꽃잎을 표현하였는데 이러한 구슬 모양의 머리광배는 그 예가 별로 없는 특이한 것으로 주목받는다.
양감이 풍부한 얼굴 표현 등은 통일신라 후기의 특징이지만, 풍만한 신체에 비하여 각 부분의 세부표현이 간략화된 점 등으로 보아 고려시대에 만들어진 불상으로 여겨진다.

## 현지 안내문
이 불상은 자연 암석의 한 면을 다듬어 거기에 부처의 앉은 모습을 돋을새김한 마애불이다. 도선스님이 하룻밤만에 만들었다는 전설이 있다. 몸 둘레에 서린 빛을 줄에 뀐 구슬로 등글게 감싸서 표현한 것은 희귀한 예이다. 왼쪽 어깨에 걸친 옷은 단순한 선으로 간략하게 처리하였다. 얼굴은 둥글고 풍만하며 이목구비를 비교적 생동감있게 조각하였다. 넓은 어깨 볼록한 가슴, 통통한 팔·다리에도 입체감이 실려 있어 역동적인 모습을 보여준다. 이 불상은 뚜렷한 입체감과 생동감을 보여주는 고려시대의 대표적인 마애불이다.

## 참고 자료
- 남원 신계리 마애여래좌상 - 국가유산청 국가유산포털
- 한국저작권위원회 공유마당에 있는 사진